# Protometal
Protometal (ou Proto-heavy metal) é um termo aplicado para um certo número de grupos musiciais, ativos em um certo período histórico reconhecido ao final dos anos sessenta nos Estados Unidos e Reino Unido, que são considerados importantes precursores e inspiradores do gênero heavy metal.

## História

### A origem: a variante britânica

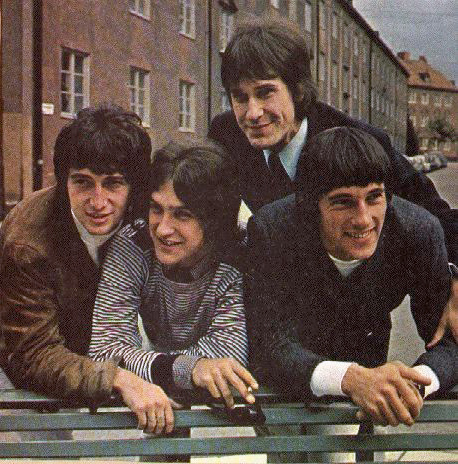
Os Kinks em 1965

As origens do heavy metal podem ser encontradas ao interior do movimento british blues dos anos sessenta, em particular em aquelas bandas que acharam difícil readaptar o próprio som àquele do clássico blues americano. Durante esse período, os ritmos se tornaram mais essenciais e os instrumentos elétricos amplificados começaram a assumir maior importância, sobretudo graças às inovações dos primeiros grupos de hard rock de meados dos anos sessenta, como Kinks, The Who, Jimi Hendrix, Cream, The Jeff Beck Group, Yardbirds e Eric Clapton, os quais anteciparam o gênero tanto no som quanto na atitude. Os primeiros guitarristas de heavy metal dos anos setenta não fizeram nada além do que imitar os guitarristas de hard/blues rock como Eric Clapton (Cream), Jeff Beck (Jeff Beck Group) e Jimmy Page (Yardbirds), mas na realidade eles o imitavam por reflexo os verdadeiros criadores, os bluesmen afro-americanos, tais quais Muddy Waters, Howlin' Wolf, Robert Johnson e B.B. King, combinando-os com o estilo rock & roll de Chuck Berry. A genealogia do heavy metal deve ser traçada precisamente no próprio blues afro-americano, não apenas pelas estruturas musicais óbvias e evidentes, mas também nas letras. Por exemplo, as raízes dos temas ocultos típicos do heavy metal têm uma correlação com a luta contra o diabo de Robert Johnson, e as reflexões de Howlin' Wolf sobre os problemas com o mal.
Essas bandas britânicas de blues rock, algumas das quais frequentemente influenciadas pela psicodelia (Cream, the Who, Yardbirds), inventaram o som que em seguida definirá o heavy metal: bateria e baixo pesados, guitarra distorcida e virtuosa e um estilo vocal muito potente caracterizado por gritos e vozes altas como um sinal de transgressão e transcendência. Em esse período, o uso de power chords também foi generalizado, e solos de guitarra mais complexos e exploratórios.
The Kinks fizeram o seu primeiro hit construído em torno de acordes de poder em 1964, com "You Really Got Me", seguido no mesmo ano por "All Day and All of the Night". Ambas as faixas podem ser reconhecidas como "proto-metal". Outros inspiradores foram considerados os Beatles com a música "Helter Skelter" de 1968. Um álbum crucial lançado por uma banda inglesa foi Truth, do Jeff Beck Group de 1968; considerado estilisticamente muito semelhante ao som que o Led Zeppelin adotará no ano seguinte, foi visto por muitos como um dos primeiros exemplos do gênero heavy metal antes de seu reconhecimento. O subsequente Beck-Ola (1969) também foi revelado na mesma linha.

### Final dos anos sessenta: a variante americana

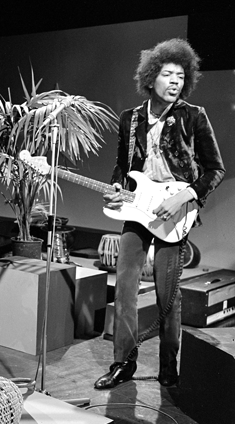
James Marshall "Jimi" Hendrix

Todavia, bandas reconhecíveis como "proto-metal" não foram uma realidade exclusivamente britânica; se as primeiras bandas britânicas de hard/blues rock de meados dos anos sessenta lançaram as bases para o gênero futuro, muitos conjuntos americanos do final da década foram reconhecidos como aqueles que antecipavam ao seu próprio e real som pouco antes do seu nascimento.
De grande influência no nascimento do heavy metal, em termos de atitude, hábitos e costumes, foi a subcultura de biker/motociclistas que surgiu nos Estados Unidos nos anos cinquenta. Representado por Marlon Brando no filme O Selvagem (The Wild One, 1954), esse movimento foi personificado por jovens rebeldes masculinos, vestidos com roupas de couro. Esse estilo foi portanto realizado nos anos sessenta seguintes pela gangue de motociclistas conhecida como Hell's Angels, como a melhor representação da subcultura biker. No final dos anos sessenta, um particular ponto de encontro entre a subcultura dos motociclistas e a música rock, que naquele período estava dando à luz a música heavy metal, foi simbolizado pelo single dos Steppenwolf, Born to Be Wild, incluído na trilha sonora do filme cult Easy Rider (1968). O filme contou a história de dois motociclistas hippies em busca de liberdade e da transcendência, ao interior das fronteiras de uma América hostil e repressiva.
| “ | I like smoke and lightning heavy metal thunder Racin' with the wind (Frase retirada da canção Born to Be Wild, Steppenwolf, 1969) | ” |

Born to Be Wild foi o seu terceiro single lançado pela ABC/Dunhill (trecho de seu álbum de estreia) e o seu interior, a referência à frase "heavy metal thunder" finalmente deu um nome ao gênero emergente. De fato, foi o próprio grupo americano que cunhou o termo (aparentemente inspirado no romance de William Burroughs Naked Lunch), dando inadvertidamente, o nome a um gênero de música em que eles serão reconhecidos, e que já estava se manifestando com outras bandas como a emergente Led Zeppelin e a Vanilla Fudge. A canção se tornou uma trilha sonora para motociclistas e hippies, e junto com o filme, marcou uma grande influência no heavy metal, tanto na atitude quanto nos sons, ou na contracultura hippie/rock psicodélico dos anos sessenta. O emergente movimento atraiu de fato pistas evidentes da mesma maneira, tanto dos motociclistas quanto dos hippies: se por um lado, adotavam cabelos longos, roupas casuais, as drogas, e a música psicodélica, por outro, era preservado o machismo e uma atitude que exaltava a força física, todos os aspectos herdados das gangues de bandidos de motociclistas.
| Protometal                                                            | Heavy metal carried forward the attitude, values, and practices that characterized the Woodstock generation. It appropriated blue jeans, marijuana, and long hair. It put rock stars on the pedestals, adopted a distrust of social authority, and held that music was a serious expression and that authenticity was an essential moral virtue of rock performers. | Protometal |
| — (Deena Weinstein, no livro Heavy metal: the music and its culture.) | |            |

| Protometal | O heavy metal levou adiante as atitudes, valores e práticas que caracterizaram a geração de Woodstock. Ele se apropriou do jeans azul, maconha e cabelos longos. Ele colocou estrelas do rock no pódio, desconfiou das autoridades e acreditava que a música era uma forma importante de expressão, e essa autenticidade era uma virtude moral essencial dos músicos de rock. | Protometal |
|            | |            |

Não surpreendentemente, se acredita que uma das correntes que majoritariamente inspiraram o heavy metal foi o acid rock, um subgênero extremo do rock psicodélico com elementos do hard rock, desenvolvido nos Estados Unidos no final dos anos sessenta. Os expoentes dessa corrente foram baseados nas improvisações exageradas de blues do Cream e Jimi Hendrix, utilizando guitarras distorcidas, letras fantasiosas (geralmente relacionadas ao uso de drogas) e longas jam session. O acid rock todavia teve vida curta, evoluindo e implodindo ao interior da cena do rock psicodélico. As bandas de acid rock que sobreviveram ao declínio do gênero se tornaram uma das primeiras bandas de heavy metal. De fato, quando a cena do rock psicodélico veio ao declínio entre o final dos anos sessenta e o início dos anos setenta, uma parte desses jovens começou a se distanciar de temáticas como paz, amor e ideias utópicas.
Se pode dizer que diversas bandas da cena californiana de psychedelic/acid rock, como Blue Cheer ou Iron Butterfly, tocavam heavy metal, ou algo muito próximo, desde o início de 1968. Muitos grupos de acid rock foram de fato reconhecidos como "proto-metal", incluindo precisamente Blue Cheer, Iron Butterfly, Steppenwolf, The Amboy Dukes. Fora dos Estados Unidos, um grupo acid menor que se mostrou relativamente influente, ou de qualquer forma, um precursor do heavy metal, foi a japonesa Flower Travellin' Band.
O Blue Cheers de San Francisco ampliou os limites da intensidade sonora e da distorção sem traços de virtuosismo. Esse foi um dos primeiros exemplos do que mais tarde seria chamado de heavy metal, quando em janeiro de 1968 estreou com o álbum Vincebus Eruptum, do qual foi extraído o hit do Top 40 "Summertime Blues" (capa de Eddie Cochran). Na canção, a guitarra acústica da versão original foi substituída pelo som metálico da guitarra elétrica, acompanhada de percussões fortes. O som deles era mais extremo do que qualquer um que os tivesse precedido.
| Protometal                                   | We had a place in forming that heavy metal sound. Although i'm not saying we knew what we were doing, 'cause we didn't. All we knew was we wanted more power. And if that's not a heavy metal attitude, i don't know what is. | Protometal |
| — (Dick Peterson, vocal/baixo do Blue Cheer) | |            |

| Protometal | Nós tivemos um lugar no desenvolvimento do som do heavy metal. Não estou dizendo que estávamos cientes do que estávamos fazendo, porque não sabíamos disso. Tudo o que sabíamos era que queríamos mais poder. E se essa não é uma atitude do heavy metal, não sei o que pode ser. | Protometal |
|            | |            |

Um outro importante complexo da era do proto-metal foi o Vanilla Fudge. Eles alcançaram algum sucesso com a cover do Supremes "You Keep Me Hangin' On" - tirada do seu álbum de estreia homônimo (1967) - e foram uma grande atração na primeira turnê do Led Zeppelin nos Estados Unidos. Todavia, seu declínio ocorreu prematuramente, após o lançamento do segundo álbum, The Beat Goes On, no ano seguinte.
Essas formações do final dos anos sessenta, agora reconhecidas como as primeiras bandas de heavy metal, privilegiavam temáticas relativas a excessos e transgressões. Alguns, incluindo MC5 e Steppenwolf, combinaram seu som barulhento com críticas políticas explícitas em suas letras; para outros, como o Blue Cheer, identificaram ao interior da cena psychedelic de San Francisco, o volume e o som pesado, juntamente com o uso de drogas, favoreceram a formação de uma identidade e de uma comunidade alternativa.
Embora distantes dos sons comuns dos grupos de proto-metal, também são considerados importantes os Stooges de Iggy Pop e o mencionado MC5, por terem estabelecido um protótipo comum aos futuros grupos de metal e punk rock. Sua popularidade na época era modesta, mas eles revelaram ser muito influentes nas duas décadas seguintes, para ambos os movimentos musicais.
Inspiradas no virtuosismo de Hendrix e Eric Clapton, essas bandas de rock atualizaram sua linguagem musical com a introdução de distorção, ritmos pesados, e um sotaque no alto nível sonoro, para criar música com sons muito mais poderosos. Grupos como Iron Butterfluy e Vanilla Fudge adicionaram o órgão à sua mistura; como a guitarra elétrica, o órgão também era adequado para sons poderosos e constantes, bem como solos virtuosos, e a combinação de ambos produziu um efeito único. O álbum de Iron Butterfly In-A-Gadda-Da-Vida (1969), contendo a faixa-título de 17 minutos, com um interminável solo de bateria, tornou-se o álbum mais vendido lançado pela Atlantic Records. Os bateristas do final dos anos sessenta começaram a tocar o instrumento com muita força, dando origem a um som não apenas mais alto, mas também mais pesado e decisivo. A seção da bateria foi altamente ampliada e atualizada, juntamente com a ênfase na amplificação em shows e a introdução de dispositivos especiais para a distorção das guitarras.

### Anos 70: o nascimento do heavy metal

Tony Iommi do Black Sabbath

Se no final dos anos sessenta o termo heavy metal poderia ser usado em alguns casos como um adjetivo para definir parte da música popular, no início dos anos setenta, começou a se tornar um substantivo real e próprio portanto um gênero reconhecido, desenvolvendo-se como uma costela do 'hard rock mais pesado. Ao contrário da onda dos grupos precursores, a primeira cena do heavy metal foi mais prolífica em sua variante britânica: o Led Zeppelin provavelmente começaria oficialmente o nascimento do heavy metal. Inicialmente direcionados para suas canções inspiradas no blues tocadas com mais força e energia do que qualquer outra, eles criaram um estilo épico inspirado por muitas fontes musicais. Mais influentes foram o Black Sabbath, cujos riffs escuros e profundos de guitarra geraram um mundo de fantasia obcecado por drogas, morte e ocultismo. O som definitivamente reconhecido como heavy metal foi definido em 1970 com a publicação de Led Zeppelin II pelo Led Zeppelin, Paranoid pelo Black Sabbath e In Rock pelo Deep Purple. Embora haja alguns debates, essas três bandas são geralmente consideradas como as primeiras bandas de heavy metal. O enorme sucesso comercial dessas formações, e sua contraparte americana liderada por grupos como Grand Funk Railroad e Mountain, consolidaram o mercado de heavy metal no início dos anos setenta e fundaram uma verdadeira subcultura jovem. Em realidade, o primeiro uso documentado da palavra heavy metal para descrever o som de uma banda remonta a maio de 1971, quando o jornalista da revista Creem, Mike Saunders, em uma revisão da época, definiu o álbum de estréia dos nova-iorquinos Sir Lord Baltimore com esse nome, intitulado Kingdom Come. Isso serve para entender em qual período preciso o ponto de distanciamento entre a "era do proto-metal" e a fase em que o gênero começou a ser oficialmente reconhecido como movimento e gênero musical, e o termo usado pelos críticos.

## Gêneros relacionados
- Heavy metal
- Classic metal
- Blues metal
- Hard & heavy
- NWOBHM
- Hard rock
- Blues rock
- British blues
- Acid rock
- Psychedelic rock
- Garage rock
- Art rock
- Progressive rock
- British invasion
- Glam rock
- Proto-punk
- Rock & roll